# Depeche Mode-diszkográfia
Az angol Depeche Mode diszkográfiája 15 stúdióalbumból, 6 live albumból, 10 válogatásalbumból, 15 boxból, 13 videóalbumból, 55 kislemezből és 70 videoklipből áll. A csapat lemezeit több kiadó is megjelentette, úgy mint a Some Bizzarre, a Mute Records, Sire Records, Reprise Records és a Columbia Records. Az 1980-ban az angliai Basildonban alakult csapat eredeti felállása: Dave Gahan (ének), Martin Gore (billentyűs hangszerek, gitár, ének), illetve 1981 után dalszerző is. Andy Fletcher (billentyűs hangszerek, basszusgitár), és Vince Clarke (billentyűs hangszerek, fő dalszerző 1980-1981). Vince Clarke az 1981-es Speak & Spell megjelenése után távozott a csapatból. Helyére Alan Wilder (billentyűs hangszerek, dob) lépett, aki 1982 és 1995 között volt a zenekar tagja. Wilder távozását követően Gahan, Gore, és Fletcher trióként folytatta tovább.

## Albumok

### Studióalbumok
| Cím                                                                   | Részletek                                                                                            | Legmagasabb slágerlistás helyezések | Legmagasabb slágerlistás helyezések | Legmagasabb slágerlistás helyezések | Legmagasabb slágerlistás helyezések | Legmagasabb slágerlistás helyezések | Legmagasabb slágerlistás helyezések | Legmagasabb slágerlistás helyezések | Legmagasabb slágerlistás helyezések | Legmagasabb slágerlistás helyezések | Legmagasabb slágerlistás helyezések | Díjak |
| Cím                                                                   | Részletek                                                                                            | UK                                  | AUS                                 | AUT                                 | FRA                                 | GER                                 | ITA                                 | NLD                                 | SWE                                 | SWI                                 | US                                  | Díjak |
| --------------------------------------------------------------------- | --- | ----------------------------------- | ----------------------------------- | ----------------------------------- | ----------------------------------- | ----------------------------------- | ----------------------------------- | ----------------------------------- | ----------------------------------- | ----------------------------------- | ----------------------------------- | --- |
| Speak & Spell                                                         | - Megjelent: 1981. október 5. (UK) - Cimke: Mute - Formátum: CD, MC, LP                              | 10                                  | 28                                  | —                                   | —                                   | 49                                  | 99                                  | —                                   | 21                                  | —                                   | 192                                 | - BPI: Arany - BVMI: Arany - IFPI SWE: Arany                                                                                          |
| A Broken Frame                                                        | - Megjelent: 1982. szeptember 27. (UK) - Cimke: Mute - Formátum: CD, MC, LP                          | 8                                   | —                                   | —                                   | 194                                 | 56                                  | 88                                  | —                                   | 22                                  | —                                   | 177                                 | - BPI: Arany |
| Construction Time Again                                               | - Megjelent: 1983. augusztus 22. (UK) - Cimke: Mute - Formátum: CD, MC, LP                           | 6                                   | —                                   | —                                   | —                                   | 7                                   | —                                   | 32                                  | 12                                  | 21                                  | —                                   | - BPI: Arany - BVMI: Arany |
| Some Great Reward                                                     | - Megjelent: 1984. szeptember 24. (UK) - Cimke: Mute - Formátum: CD, MC, LP                          | 5                                   | —                                   | 19                                  | —                                   | 3                                   | 32                                  | 34                                  | 7                                   | 5                                   | 51                                  | - BPI: Ezüst - BVMI: Arany - RIAA: Platinum                                                                                           |
| Black Celebration                                                     | - Megjelent: 1986. március 17. (UK) - Cimke: Mute - Formátum: CD, MC, LP                             | 4                                   | 69                                  | 26                                  | 19                                  | 2                                   | 17                                  | 35                                  | 5                                   | 1                                   | 90                                  | - BPI: Ezüst - BVMI: Platina - RIAA: Arany - SNEP: Gold                                                                               |
| Music for the Masses                                                  | - Megjelent: 1987. szeptember 28. (UK) - Cimke: Mute - Formátum: CD, MC, LP                          | 10                                  | 60                                  | 16                                  | 7                                   | 2                                   | 7                                   | 52                                  | 4                                   | 4                                   | 35                                  | - BPI: Ezüst - BVMI: Arany - IFPI SWE: Arany - RIAA: Platina - SNEP: Platina                                                          |
| Violator                                                              | - Megjelent: 1990. március 19. (UK) - Cimke: Mute - Formátum: CD, CS, LP, DCC, MD                    | 2                                   | 42                                  | 4                                   | 1                                   | 2                                   | 5                                   | 17                                  | 6                                   | 2                                   | 7                                   | - BPI: Arany - BVMI: Platina - FIMI: Arany - IFPI AUT: Arany - IFPI SWE: Arany - IFPI SWI: Platina - RIAA: 3× Platina - SNEP: Platina |
| Songs of Faith and Devotion                                           | - Megjelent: 1993. március 22. (UK) - Cimke: Mute, Reprise - Formátum: CD, MC, LP, DCC, MD           | 1                                   | 14                                  | 1                                   | 1                                   | 1                                   | 1                                   | 18                                  | 2                                   | 1                                   | 1                                   | - BPI: Arany - BVMI: Arany - IFPI AUT: Arany - IFPI SWI: Arany - RIAA: Platina - SNEP: 2× Arany                                       |
| Ultra                                                                 | - Megjelent: 1997. április 14. (UK) - Cimke: Mute - Formátum: CD, MC, LP                             | 1                                   | 7                                   | 5                                   | 2                                   | 1                                   | 2                                   | 17                                  | 1                                   | 4                                   | 5                                   | - BPI: Arany - BVMI: Arany - IFPI SWE: Arany - IFPI SWI: Arany - RIAA: Arany - SNEP: Arany                                            |
| Exciter                                                               | - Megjelent: 2001. május 14. (UK) - Cimke: Mute - Formátum: CD, MC, LP, MD, Digitális letöltés       | 9                                   | 20                                  | 2                                   | 1                                   | 1                                   | 2                                   | 15                                  | 1                                   | 2                                   | 8                                   | - BPI: Arany - BVMI: Platina - IFPI AUT: Arany - IFPI SWE: Arany - IFPI SWI: Arany - RIAA: Arany - SNEP: Arany                        |
| Playing the Angel                                                     | - Megjelent: 2005. október 17. (UK) - Cimke: Mute, Reprise - Formátum: CD, LP, Digitális letöltés    | 6                                   | 45                                  | 1                                   | 1                                   | 1                                   | 1                                   | 11                                  | 1                                   | 1                                   | 7                                   | - BPI: Arany - BVMI: 2× Platina - IFPI AUT: Arany - IFPI SWE: Arany - SNEP: Platina                                                   |
| Sounds of the Universe                                                | - Megjelent: 2009. április 20. (UK) - Cimke: Mute - Formátum: CD, CD/DVD, LP, Digitális letöltés     | 2                                   | 32                                  | 1                                   | 2                                   | 1                                   | 1                                   | 7                                   | 1                                   | 1                                   | 3                                   | - BPI: Ezüst - BVMI: 3× Arany - FIMI: Platina - IFPI AUT: Arany - IFPI SWE: Arany - IFPI SWI: Platina - SNEP: Platinum                |
| Delta Machine                                                         | - Megjelent: 2013. március 25. (UK) - Cimkék: Columbia, Mute - Formátum: CD, LP, Digitális letöltés  | 2                                   | 16                                  | 1                                   | 2                                   | 1                                   | 1                                   | 3                                   | 1                                   | 1                                   | 6                                   | - BPI: Ezüst - BVMI: 3× Arany - FIMI: Platina - IFPI AUT: Arany - IFPI SWE: Arany - IFPI SWI: Platina - SNEP: Platina                 |
| Spirit                                                                | - Megjelent: 2017. március 17. - Cimkék: Columbia, Mute - Formátum: CD, LP, Digitális letöltés       | 5                                   | 14                                  | 1                                   | 1                                   | 1                                   | 1                                   | 4                                   | 3                                   | 1                                   | 5                                   | - BPI: Ezüst - BVMI: Arany - FIMI: Arany - IFPI SWI: Arany - SNEP: Platina                                                            |
| Memento Mori                                                          | - Megjelent: 2023. március 24. - Címkék: Columbia, Mute - Formátumok: CD, LP, CS, Digitális letöltés | 2                                   | 36                                  | 1                                   | 1                                   | 1                                   | 1                                   | 3                                   | 1                                   | 1                                   | 14                                  | - SNEP: Arany |
| "—" nem volt slágerlistás helyezés, vagy nem jelent meg az országban. | |                                     |                                     |                                     |                                     |                                     |                                     |                                     |                                     |                                     |                                     | |

### Live albumok
| Cím                                                                   | Részletek                                                                                            | Legmagasabb slágerlistás helyezés | Legmagasabb slágerlistás helyezés | Legmagasabb slágerlistás helyezés | Legmagasabb slágerlistás helyezés | Legmagasabb slágerlistás helyezés | Legmagasabb slágerlistás helyezés | Legmagasabb slágerlistás helyezés | Legmagasabb slágerlistás helyezés | Legmagasabb slágerlistás helyezés | Legmagasabb slágerlistás helyezés | Díjak                                                     |
| Cím                                                                   | Részletek                                                                                            | UK                                | AUS                               | AUT                               | FRA                               | GER                               | ITA                               | NLD                               | SWE                               | SWI                               | US                                | Díjak                                                     |
| --------------------------------------------------------------------- | --- | --------------------------------- | --------------------------------- | --------------------------------- | --------------------------------- | --------------------------------- | --------------------------------- | --------------------------------- | --------------------------------- | --------------------------------- | --------------------------------- | --------------------------------------------------------- |
| 101                                                                   | - Megjelenés: 1989. március 13. (UK) - Label: Mute - Formátum: CD, MC, LP                            | 5                                 | 71                                | 13                                | 4                                 | 3                                 | 50                                | 43                                | 14                                | 11                                | 45                                | - BPI: Arany - BVMI: Arany - RIAA: Arany - SNEP: 2× Arany |
| Songs of Faith and Devotion Live                                      | - Megjelent: 1993. december 6. - Label: Mute - Formátum: CD, LP, MC, Digitális letöltés              | 46                                | 27                                | —                                 | —                                 | 50                                | —                                 | 85                                | 22                                | 47                                | 193                               |                                                           |
| Touring the Angel: Live in Milan                                      | - Megjelent: 2006. szeptember 25. (UK) - Label: Mute - Formátum: CD, Digitális letöltés              | —                                 | —                                 | —                                 | —                                 | 2                                 | —                                 | —                                 | —                                 | 54                                | —                                 |                                                           |
| Tour of the Universe: Barcelona 20/21.11.09                           | - Megjelent: 2010. november 5. (UK) - Label: Mute - Formátum: CD, Digitális letöltés                 | —                                 | —                                 | —                                 | 7                                 | 1                                 | 3                                 | —                                 | 24                                | —                                 | —                                 | - FIMI: Arany                                             |
| Live in Berlin                                                        | - Megjelent: 2014. november 17. (UK) - Label: Mute, Columbia - Formátum: CD, DVD, Digitális letöltés | 64                                | —                                 | 13                                | 9                                 | 2                                 | 11                                | 36                                | 22                                | 13                                | —                                 |                                                           |
| Live Spirits Soundtrack                                               | - Megjelent: 2020. június 26. - Label: Mute, Columbia - Formátum: CD, Digitális letöltés             | —                                 | —                                 | 4                                 | 4                                 | 1                                 | 7                                 | 16                                | —                                 | 6                                 | —                                 |                                                           |
| "—" nem volt slágerlistás helyezés, vagy nem jelent meg az országban. | |                                   |                                   |                                   |                                   |                                   |                                   |                                   |                                   |                                   |                                   |                                                           |

#### Live album sorozat
| Cím                    | Megjelenés                                                                                                |
| ---------------------- | --- |
| Recording the Angel    | - Megjelent: 2006. április 27. - 2006. augusztus 1. (WW) - Label: Mute - Formátum: CD, Digitális letöltés |
| Recording the Universe | - Megjelent: 2009. május 10. – 2010. február 27. (WW) - Label: Mute - Formátum: CD, Digitális letöltés    |

### Válogatás albumok
| Cím                                                                   | Részletek                                                                                     | Legmagasabb slágerlistás helyezés | Legmagasabb slágerlistás helyezés | Legmagasabb slágerlistás helyezés | Legmagasabb slágerlistás helyezés | Legmagasabb slágerlistás helyezés | Legmagasabb slágerlistás helyezés | Legmagasabb slágerlistás helyezés | Legmagasabb slágerlistás helyezés | Legmagasabb slágerlistás helyezés | Legmagasabb slágerlistás helyezés | Certifications                                                                                    |
| Cím                                                                   | Részletek                                                                                     | UK                                | AUS                               | AUT                               | FRA                               | GER                               | ITA                               | NLD                               | SWE                               | SWI                               | US                                | Certifications                                                                                    |
| --------------------------------------------------------------------- | --------------------------------------------------------------------------------------------- | --------------------------------- | --------------------------------- | --------------------------------- | --------------------------------- | --------------------------------- | --------------------------------- | --------------------------------- | --------------------------------- | --------------------------------- | --------------------------------- | ------------------------------------------------------------------------------------------------- |
| People Are People                                                     | - Megjelent: 1984. július 2. (US) - Label: Sire - Formátum: CD, MC, LP                        | —                                 | —                                 | —                                 | —                                 | —                                 | —                                 | —                                 | —                                 | —                                 | 74                                | - RIAA: Arany                                                                                     |
| The Singles 81→85                                                     | - Megjelent: 1985. október 15. (UK) - Label: Mute - Formátum: CD, MC, LP, MD                  | 6                                 | 135                               | —                                 | 19                                | 9                                 | 99                                | —                                 | 18                                | 14                                | 114                               | - BPI: Arany - BVMI: Arany                                                                        |
| Catching Up with Depeche Mode                                         | - Megjelent: 1985. november 11. (US) - Label: Sire - Formátum: CD, MC, LP                     | —                                 | —                                 | —                                 | —                                 | —                                 | —                                 | —                                 | —                                 | —                                 | 113                               | - RIAA: Platina                                                                                   |
| The Singles 86>98                                                     | - Megjelent: 1998. szeptember 28. (UK) - Label: Mute - Formátum: CD, MC, LP, MD               | 5                                 | 42                                | 2                                 | 6                                 | 1                                 | 2                                 | 33                                | 1                                 | 3                                 | 38                                | - BPI: Arany - BVMI: Platina - IFPI SWE: Arany - IFPI SWI: Arany - RIAA: Platina - SNEP: 2× Arany |
| The Singles 81>98                                                     | - Megjelent: 2001. augusztus 31. (UK) - Label: Mute - Formátum: CD                            | 103                               | —                                 | —                                 | —                                 | 83                                | 16                                | —                                 | —                                 | —                                 | —                                 | - FIMI: Platina                                                                                   |
| Remixes 81–04                                                         | - Megjelent: 2004. október 25. (UK) - Label: Mute - Formátum: CD, LP, Digitális letöltés      | 24                                | —                                 | 38                                | 4                                 | 2                                 | 6                                 | 68                                | 16                                | 7                                 | —                                 | - BPI: Arany - BVMI: Platina - SNEP: 2× Arany                                                     |
| The Best of Depeche Mode Volume 1                                     | - Megjelent: 2006. november 13. (UK) - Label: Mute - Formátum: CD, CD/DVD, Digitális letöltés | 18                                | —                                 | 9                                 | 5                                 | 2                                 | 6                                 | 40                                | 16                                | 7                                 | 148                               | - BPI: Platina - BVMI: 2× Platina - FIMI: Platina - IFPI SWI: Arany - SNEP: Arany                 |
| Remixes 2: 81–11                                                      | - Megjelent: 2011. június 6. (UK) - Label: Mute - Formátum: CD, LP, Digitális letöltés        | 24                                | —                                 | 11                                | 4                                 | 3                                 | 9                                 | 69                                | 9                                 | 6                                 | 105                               |                                                                                                   |
| "—" nem volt slágerlistás helyezés, vagy nem jelent meg az országban. |                                                                                               |                                   |                                   |                                   |                                   |                                   |                                   |                                   |                                   |                                   |                                   |                                                                                                   |

### Video albumok
| Cím                                                                   | Részletek                                                                                           | Legmagasabb slágerlistás helyezés | Legmagasabb slágerlistás helyezés | Díjak                         |
| Cím                                                                   | Részletek                                                                                           | UK Video                          | GER                               | Díjak                         |
| --------------------------------------------------------------------- | --------------------------------------------------------------------------------------------------- | --------------------------------- | --------------------------------- | ----------------------------- |
| The World We Live In and Live in Hamburg                              | - Megjelent: 1985 (UK) - Label: Virgin Video - Formátum: VHS, Betamax, Laserdisc                    | 57                                | —                                 |                               |
| Some Great Videos                                                     | - Megjelent: 1985 (UK) - Label: Virgin Video - Formátum: VHS, Betamax, Laserdisc                    | 11                                | —                                 | - RIAA: Arany                 |
| Strange                                                               | - Megjelent: 1988 (UK) - Labels: Mute Film, Virgin Music Video - Formátum: VHS, Laserdisc           | 8                                 | —                                 | - RIAA: Arany                 |
| 101                                                                   | - Megjelent: 1989 (UK) - Labels: Mute Film, Virgin Music Video - Formátum: VHS, DVD, LaserDisc, UMD | 6                                 | 32                                | - BVMI: Arany - RIAA: Platina |
| Strange Too                                                           | - Megjelent: 1990 (UK) - Label: Mute Film, BMG Video - Formats: VHS, LaserDisc                      | 12                                | —                                 | - RIAA: Platina               |
| Devotional                                                            | - Megjelent: 1993 (UK) - Labels: Mute Film, BMG Video - Formatum: VHS, LaserDisc, DVD, UMD          | 18                                | 25                                | - BVMI: Gold                  |
| The Videos 86>98                                                      | - Megjelent: 1998 (UK) - Label: Mute Film - Formats: DVD, VHS                                       | 13                                | —                                 |                               |
| Some Great Videos 81>85                                               | - Megjelent: 1998 (UK) - Label: Mute Film - Formats: VHS                                            | 6                                 | —                                 |                               |
| One Night in Paris                                                    | - Megjelent: 27 May 2002 (UK) - Label: Mute - Formátum: DVD, VHS, UMD                               | 4                                 | 54                                | - BVMI: Platina - RIAA: Arany |
| The Videos 86>98 +                                                    | - Megjelent: 2002. november 25. (UK) - Label: Mute - Formátum: DVD, VHS                             | 6                                 | 81                                | - BVMI: Platinum - RIAA: Gold |
| Touring the Angel: Live in Milan                                      | - Megjelent: 2006. szeptember 25. (UK) - Label: Mute - Formátum: DVD/CD                             | 1                                 | 2                                 | - BVMI: 2× Platina            |
| The Best of – Volume 1                                                | - Megjelent: 2006. november 13. (UK) - Label: Mute - Formátum: DVD/CD                               | 28                                | —                                 |                               |
| Tour of the Universe: Barcelona 20/21.11.09                           | - Megjelent: 2010. november 8. (UK) - Label: Mute - Formátum: DVD, Blu-ray                          | 2                                 | 1                                 | - BVMI: Platina               |
| Live in Berlin                                                        | - Megjelent: 2014. november 17. (UK) - Labels: Columbia, Mute - Formátum: DVD, Digitális letöltés   | 64                                | 2                                 |                               |
| Video Singles Collection                                              | - Megjelent: 2016. november 18. - Labels: Columbia, Mute - Formats: DVD, digital download           | 4                                 | 6                                 |                               |
| Spirits in the Forest                                                 | - Megjelent: 2020. június 26. - Label: Columbia, Mute - Formátum: DVD, Blu-ray, Digitális letöltés  | —                                 | —                                 |                               |
| "—" nem volt slágerlistás helyezés, vagy nem jelent meg az országban. | |                                   |                                   |                               |

## Kislemezek

### 1980-as évek
| "Dreaming of Me"                                                      | 1981 | 57 | —   | —  | 45 | —  | —  | —  | —  | —  | —  |                            | Nem album dal           |
| "New Life"                                                            | 1981 | 11 | —   | —  | —  | 22 | —  | —  | —  | —  | —  |                            | Speak & Spell           |
| "Just Can’t Get Enough"                                               | 1981 | 8  | 4   | 31 | —  | 16 | —  | 10 | 14 | —  | —  | - BPI: Platina             | Speak & Spell           |
| "See You"                                                             | 1982 | 6  | —   | —  | 44 | 9  | —  | 49 | —  | —  | —  | - BPI: Ezüst               | A Broken Frame          |
| "The Meaning of Love"                                                 | 1982 | 12 | —   | —  | 64 | 17 | —  | —  | 16 | —  | —  |                            | A Broken Frame          |
| "Leave in Silence"                                                    | 1982 | 18 | —   | —  | 58 | 13 | —  | —  | 17 | —  | —  |                            | A Broken Frame          |
| "Get the Balance Right!"                                              | 1983 | 13 | —   | 61 | 38 | 16 | —  | —  | —  | —  | —  |                            | Nem album dal           |
| "Everything Counts"                                                   | 1983 | 6  | —   | —  | 23 | 15 | 24 | 50 | 18 | 8  | —  | - BPI: Ezüst               | Construction Time Again |
| "Love, in Itself"                                                     | 1983 | 21 | —   | —  | 28 | 27 | —  | 1  | —  | —  | —  |                            | Construction Time Again |
| "People Are People"                                                   | 1984 | 4  | 25  | 48 | 1  | 2  | 21 | 8  | 15 | 4  | 13 | - BPI: Ezüst               | Some Great Reward       |
| "Master and Servant"                                                  | 1984 | 9  | 89  | 34 | 2  | 6  | 33 | 41 | 7  | 8  | 87 |                            | Some Great Reward       |
| "Blasphemous Rumours" / "Somebody"                                    | 1984 | 16 | 87  | 68 | 22 | 8  | —  | 34 | —  | 19 | —  |                            | Some Great Reward       |
| "Shake The Disease"                                                   | 1985 | 18 | —   | 13 | 4  | 9  | 25 | 47 | 5  | 6  | —  |                            | The Singles 81→85       |
| "It’s Called a Heart"                                                 | 1985 | 18 | —   | 29 | 8  | 5  | 16 | 47 | 7  | 7  | —  |                            | The Singles 81→85       |
| "Stripped" / "But Not Tonight"                                        | 1986 | 15 | —   | 39 | 4  | 6  | 21 | —  | 9  | 8  | —  |                            | Black Celebration       |
| "A Question of Lust"                                                  | 1986 | 28 | —   | 57 | 8  | 13 | —  | 19 | 17 | 12 | —  |                            | Black Celebration       |
| "A Question of Time"                                                  | 1986 | 17 | —   | 29 | 4  | 10 | —  | 34 | 18 | 9  | —  |                            | Black Celebration       |
| "Strangelove"                                                         | 1987 | 16 | —   | 25 | 2  | 5  | 16 | 30 | 5  | 3  | 76 |                            | Music for the Masses    |
| "Never Let Me Down Again"                                             | 1987 | 22 | 82  | 29 | 2  | 12 | 12 | 80 | 7  | 7  | 63 |                            | Music for the Masses    |
| "Behind the Wheel"                                                    | 1987 | 21 | —   | 21 | 6  | 16 | 41 | —  | 10 | 6  | 61 |                            | Music for the Masses    |
| "Little 15"                                                           | 1988 | 60 | —   | 93 | 16 | —  | —  | —  | —  | 18 | —  |                            | Music for the Masses    |
| "Strangelove '88"                                                     | 1988 | —  | —   | —  | —  | —  | —  | —  | —  | —  | 50 |                            | Music for the Masses    |
| "Route 66"                                                            | 1988 | —  | 79  | —  | —  | —  | —  | —  | —  | —  | —  |                            | Nem album dal           |
| "Everything Counts" (Live)                                            | 1989 | 22 | —   | 29 | 12 | 17 | 35 | 89 | —  | 18 | —  |                            | 101                     |
| "Personal Jesus"                                                      | 1989 | 13 | 134 | 27 | 5  | 7  | 3  | 62 | 17 | 5  | 28 | - BPI: Ezüst - RIAA: Arany | Violator                |
| "—" nem volt slágerlistás helyezés, vagy nem jelent meg az országban. |      |    |     |    |    |    |    |    |    |    |    |                            |                         |

### 1990-es évek
| Cím                                                                   | Év   | Legmagasabb slágerlistás helyezés | Legmagasabb slágerlistás helyezés | Legmagasabb slágerlistás helyezés | Legmagasabb slágerlistás helyezés | Legmagasabb slágerlistás helyezés | Legmagasabb slágerlistás helyezés | Legmagasabb slágerlistás helyezés | Legmagasabb slágerlistás helyezés | Legmagasabb slágerlistás helyezés | Legmagasabb slágerlistás helyezés | Díjak                                                                      | Album                       |
| Cím                                                                   | Év   | UK                                | AUS                               | FIN                               | GER                               | IRL                               | ITA                               | SPA                               | SWE                               | SWI                               | US                                | Díjak                                                                      | Album                       |
| --------------------------------------------------------------------- | ---- | --------------------------------- | --------------------------------- | --------------------------------- | --------------------------------- | --------------------------------- | --------------------------------- | --------------------------------- | --------------------------------- | --------------------------------- | --------------------------------- | -------------------------------------------------------------------------- | --------------------------- |
| "Enjoy the Silence"                                                   | 1990 | 6                                 | 71                                | 3                                 | 2                                 | 3                                 | 5                                 | 1                                 | 5                                 | 2                                 | 8                                 | - BPI: Arany - BVMI: Arany - FIMI: Platina - IFPI SWE: Arany - RIAA: Arany | Violator                    |
| "Policy of Truth"                                                     | 1990 | 16                                | 143                               | 5                                 | 7                                 | 11                                | 7                                 | 7                                 | 20                                | 12                                | 15                                |                                                                            | Violator                    |
| "World in My Eyes"                                                    | 1990 | 17                                | 153                               | 4                                 | 7                                 | 7                                 | 28                                | 2                                 | —                                 | 5                                 | 52                                |                                                                            | Violator                    |
| "I Feel You"                                                          | 1993 | 8                                 | 37                                | 1                                 | 4                                 | 6                                 | 4                                 | 1                                 | 2                                 | 4                                 | 37                                | - RIAA: Arany                                                              | Songs of Faith and Devotion |
| "Walking in My Shoes"                                                 | 1993 | 14                                | 74                                | 7                                 | 14                                | 15                                | 9                                 | 6                                 | 8                                 | 26                                | 69                                |                                                                            | Songs of Faith and Devotion |
| "Condemnation"                                                        | 1993 | 9                                 | 78                                | 5                                 | 23                                | 19                                | 24                                | 9                                 | 3                                 | 38                                | —                                 |                                                                            | Songs of Faith and Devotion |
| "In Your Room"                                                        | 1994 | 8                                 | 40                                | 2                                 | 24                                | 15                                | 25                                | 4                                 | 2                                 | 14                                | —                                 |                                                                            | Songs of Faith and Devotion |
| "Barrel of a Gun"                                                     | 1997 | 4                                 | 33                                | 3                                 | 3                                 | 13                                | 4                                 | 1                                 | 1                                 | 30                                | 47                                | - IFPI SWE: Arany                                                          | Ultra                       |
| "It’s No Good"                                                        | 1997 | 5                                 | 52                                | 5                                 | 5                                 | 13                                | 2                                 | 1                                 | 1                                 | 30                                | 38                                |                                                                            | Ultra                       |
| "Home"                                                                | 1997 | 23                                | 102                               | 15                                | 11                                | —                                 | 3                                 | 4                                 | 10                                | 47                                | 88                                |                                                                            | Ultra                       |
| "Useless"                                                             | 1997 | 28                                | 134                               | 17                                | 16                                | —                                 | 16                                | —                                 | 16                                | —                                 | —                                 |                                                                            | Ultra                       |
| "Only When I Lose Myself"                                             | 1998 | 17                                | 34                                | 4                                 | 2                                 | 28                                | 4                                 | 1                                 | 4                                 | 16                                | 61                                |                                                                            | The Singles 86>98           |
| "—" nem volt slágerlistás helyezés, vagy nem jelent meg az országban. |      |                                   |                                   |                                   |                                   |                                   |                                   |                                   |                                   |                                   |                                   |                                                                            |                             |

### 2000-es évek
| "Dream On"                                                            | 2001 | 6  | 9  | 12 | 1  | 24 | 1  | 1  | 4  | 13 | 85 | Exciter                           |
| "I Feel Loved"                                                        | 2001 | 12 | 44 | 39 | 9  | 27 | 5  | 4  | 16 | 64 | —  | Exciter                           |
| "Freelove"                                                            | 2001 | 19 | 61 | 52 | 8  | 41 | 3  | 3  | 20 | 67 | —  | Exciter                           |
| "Goodnight Lovers"                                                    | 2002 | —  | —  | 64 | 15 | —  | 16 | 4  | 33 | 69 | —  | Exciter                           |
| "Enjoy the Silence (Reinterpreted)" (remixed by Mike Shinoda)         | 2004 | 7  | 48 | 15 | 5  | 40 | 10 | 4  | 31 | 44 | —  | Remixes 81–04                     |
| "Precious"                                                            | 2005 | 4  | 9  | 32 | 2  | 12 | 1  | 1  | 1  | 12 | 71 | Playing the Angel                 |
| "A Pain That I’m Used To"                                             | 2005 | 15 | 24 | 96 | 11 | 31 | 2  | 1  | 13 | 23 | —  | Playing the Angel                 |
| "Suffer Well"                                                         | 2006 | 12 | 67 | 87 | 13 | 18 | 5  | 2  | 20 | 66 | —  | Playing the Angel                 |
| "John the Revelator" / "Lilian"                                       | 2006 | 18 | —  | —  | 16 | 22 | 16 | 2  | 19 | 70 | —  | Playing the Angel                 |
| "Martyr"                                                              | 2006 | 13 | 31 | 64 | 2  | 32 | 1  | 1  | 10 | 17 | —  | The Best of Depeche Mode Volume 1 |
| "Wrong"                                                               | 2009 | 24 | 12 | 10 | 2  | 34 | 8  | 41 | 5  | 16 | —  | Sounds of the Universe            |
| "Peace"                                                               | 2009 | 57 | 72 | 18 | 25 | —  | —  | —  | 59 | 53 | —  | Sounds of the Universe            |
| "Fragile Tension" / "Hole to Feed"                                    | 2009 | —  | —  | 27 | 39 | —  | —  | —  | —  | —  | —  | Sounds of the Universe            |
| "—" nem volt slágerlistás helyezés, vagy nem jelent meg az országban. |      |    |    |    |    |    |    |    |    |    |    |                                   |

### 2010-es évek
| Cím                                                                   | Év   | Legmagasabb slágerlistás helyezés | Legmagasabb slágerlistás helyezés | Legmagasabb slágerlistás helyezés | Legmagasabb slágerlistás helyezés | Legmagasabb slágerlistás helyezés | Legmagasabb slágerlistás helyezés | Legmagasabb slágerlistás helyezés | Legmagasabb slágerlistás helyezés | Legmagasabb slágerlistás helyezés | Legmagasabb slágerlistás helyezés | Díjak        | Album            |
| Cím                                                                   | Év   | UK                                | AUT                               | FRA                               | GER                               | HUN                               | IRL                               | ITA                               | SWI                               | US Alt.                           | US Dance                          | Díjak        | Album            |
| --------------------------------------------------------------------- | ---- | --------------------------------- | --------------------------------- | --------------------------------- | --------------------------------- | --------------------------------- | --------------------------------- | --------------------------------- | --------------------------------- | --------------------------------- | --------------------------------- | ------------ | ---------------- |
| "Personal Jesus 2011"                                                 | 2011 | —                                 | 73                                | 91                                | 36                                | 5                                 | —                                 | —                                 | 73                                | —                                 | —                                 |              | Remixes 2: 81–11 |
| "Heaven"                                                              | 2013 | 60                                | 22                                | 27                                | 2                                 | 1                                 | 84                                | 33                                | 18                                | 33                                | 1                                 | - FIMI: Gold | Delta Machine    |
| "Soothe My Soul"                                                      | 2013 | 88                                | —                                 | 45                                | 22                                | 1                                 | —                                 | —                                 | —                                 | 27                                | 7                                 |              | Delta Machine    |
| "Should Be Higher"                                                    | 2013 | 81                                | 60                                | 58                                | 19                                | 11                                | —                                 | —                                 | 61                                | —                                 | —                                 |              | Delta Machine    |
| "Where’s the Revolution"                                              | 2017 | —                                 | —                                 | 22                                | 29                                | 3                                 | —                                 | —                                 | 57                                | 40                                | —                                 |              | Spirit           |
| "Going Backwards"                                                     | 2017 | —                                 | —                                 | 90                                | —                                 | —                                 | —                                 | —                                 | —                                 | —                                 | —                                 |              | Spirit           |
| "Cover Me"                                                            | 2017 | —                                 | —                                 | 67                                | —                                 | 35                                | —                                 | —                                 | —                                 | —                                 | —                                 |              | Spirit           |
| "—" nem volt slágerlistás helyezés, vagy nem jelent meg az országban. |      |                                   |                                   |                                   |                                   |                                   |                                   |                                   |                                   |                                   |                                   |              |                  |

## Egyéb slágerlistás dalok
| Cím                                                                   | Év   | Legmagasabb slágerlistás helyezés | Legmagasabb slágerlistás helyezés | Legmagasabb slágerlistás helyezés | Legmagasabb slágerlistás helyezés | Legmagasabb slágerlistás helyezés | Legmagasabb slágerlistás helyezés | Legmagasabb slágerlistás helyezés | Legmagasabb slágerlistás helyezés | Legmagasabb slágerlistás helyezés | Album                            |
| Cím                                                                   | Év   | UK                                | AUS                               | BEL (FL) Tip.                     | BEL (WA) Tip.                     | FIN                               | FRA                               | GER                               | US Alt.                           | US Dance                          | Album                            |
| --------------------------------------------------------------------- | ---- | --------------------------------- | --------------------------------- | --------------------------------- | --------------------------------- | --------------------------------- | --------------------------------- | --------------------------------- | --------------------------------- | --------------------------------- | -------------------------------- |
| "Something to Do"                                                     | 1984 | 75                                | —                                 | —                                 | —                                 | —                                 | —                                 | —                                 | —                                 | —                                 | Some Great Reward                |
| "Dangerous"                                                           | 1989 | —                                 | —                                 | —                                 | —                                 | —                                 | —                                 | —                                 | 13                                | —                                 | "Personal Jesus" single          |
| "Halo"                                                                | 1990 | 78                                | —                                 | —                                 | —                                 | —                                 | —                                 | —                                 | 21                                | —                                 | Violator                         |
| "Condemnation (Live)"                                                 | 1993 | —                                 | 187                               | —                                 | —                                 | —                                 | —                                 | —                                 | —                                 | —                                 | Songs of Faith and Devotion Live |
| "The Darkest Star"                                                    | 2006 | —                                 | —                                 | —                                 | —                                 | 16                                | —                                 | —                                 | —                                 | —                                 | Playing the Angel                |
| "Perfect" (promotional single)                                        | 2009 | —                                 | —                                 | —                                 | —                                 | —                                 | —                                 | —                                 | —                                 | 1                                 | Sounds of the Universe           |
| "Behind the Wheel 2011" (promotional single)                          | 2011 | —                                 | —                                 | —                                 | —                                 | —                                 | —                                 | —                                 | —                                 | 3                                 | Remixes 2: 81–11                 |
| "All That’s Mine"                                                     | 2013 | —                                 | —                                 | —                                 | —                                 | —                                 | —                                 | 86                                | —                                 | —                                 | "Heaven" single                  |
| "Goodbye"                                                             | 2013 | —                                 | —                                 | 48                                | 42                                | —                                 | —                                 | —                                 | —                                 | —                                 | Delta Machine                    |
| "So Much Love"                                                        | 2017 | —                                 | —                                 | —                                 | —                                 | —                                 | 182                               | —                                 | —                                 | —                                 | Spirit                           |
| "—" nem volt slágerlistás helyezés, vagy nem jelent meg az országban. |      |                                   |                                   |                                   |                                   |                                   |                                   |                                   |                                   |                                   |                                  |

## Box szettek
| Cím                                                                   | Részletek | Legmagasabb slágerlistás helyezés | Legmagasabb slágerlistás helyezés | Legmagasabb slágerlistás helyezés |
| Cím                                                                   | Részletek | GER                               | SPA                               | SWI                               |
| --------------------------------------------------------------------- | --- | --------------------------------- | --------------------------------- | --------------------------------- |
| X¹                                                                    | - Megjelent: 1991. április 21. - Cimke: WEA - Csak Japánban jelent meg.                                                               | —                                 | —                                 | —                                 |
| X²                                                                    | - Megjelent: 1991. április 21. - Cimke: WEA - Csak Japánban jelent meg.                                                               | —                                 | —                                 | —                                 |
| 1 (Singles 1–6)                                                       | - Megjelent: 1991. november 28. - Cimkék: Mute, Rhino, WEA - Újra megjelent: 2004-ben. - Tartalmazza: MUTE 13, 14, 16, 18, 22; BONG 1 | —                                 | —                                 | —                                 |
| 2 (Singles 7–12)                                                      | - Megjelent: 1991. november 28. - Cimkék: Mute, Rhino, WEA - Újra megjelent: 2004-ben. - Tartalmazza: BONG 2–7                        | —                                 | —                                 | —                                 |
| 3 (Singles 13–18)                                                     | - Megjelent: 1991. december 12. - Újra megjelent: 2004-ben. - Tartalmazza: BONG 8–12; LITTLE 15                                       | —                                 | —                                 | —                                 |
| 4 (Singles 19–24)                                                     | - Megjelent: 2004. március 30. - Cimkék: Mute, Rhino, WEA - Tartalmazza: BONG 13–18                                                   | 84                                | —                                 | —                                 |
| 5 (Singles 25–30)                                                     | - Megjelent: 2004. március 30. - Cimkék: Mute, Rhino, WEA - Tartalmazza: BONG 19–24                                                   | 85                                | —                                 | —                                 |
| 6 (Singles 31–36)                                                     | - Megjelent: 2004. március 30. - Cimkék: Mute, Rhino, WEA - Tartalmazza: BONG 25–30                                                   | 88                                | —                                 | —                                 |
| The Complete Depeche Mode                                             | - Megjelent: 2006. december 19. (WW) - Cimkék: Mute - Formátum: Digitális letöltés                                                    | —                                 | —                                 | —                                 |
| Speak & Spell: The 12″ Singles                                        | - Megjelent: 2018. augusztus 31. - Cimkék: Mute, Columbia                                                                             | 10                                | 34                                | —                                 |
| A Broken Frame: The 12″ Singles                                       | - Megjelent: 2018. augusztus 31. - Cimkék: Mute, Columbia                                                                             | 11                                | 38                                | —                                 |
| Construction Time Again: The 12″ Singles                              | - Megjelent: 2018. december 14. - Cimkék: Mute, Columbia                                                                              | 55                                | —                                 | —                                 |
| Some Great Reward: The 12″ Singles                                    | - Megjelent: 2018. december 14. - Cimkék: Mute, Columbia                                                                              | 49                                | —                                 | —                                 |
| Black Celebration: The 12″ Singles                                    | - Megjelent: 2019. május 31. - Cimkék: Mute, Columbia                                                                                 | 22                                | 31                                | —                                 |
| Music for the Masses: The 12″ Singles                                 | - Megjelent: 2019. május 31. - Cimkék: Mute, Columbia                                                                                 | 20                                | 44                                | 60                                |
| Mode                                                                  | - Megjelent: 2020. május 24. - Cimkék: Mute, Columbia                                                                                 | 10                                | 21                                | —                                 |
| Violator: The 12″ Singles                                             | - Megjelent: 2020. július 17. - Cimkék: Mute, Columbia                                                                                | 9                                 | —                                 | —                                 |
| Songs of Faith of Devotion: The 12″ Singles                           | - Megjelent: 2020. október 30. - Cimkék: Mute, Columbia                                                                               | 16                                | —                                 | —                                 |
| Ultra: The 12″ Singles                                                | - Megjelent: 2021. szeptember 10. - Cimkék: Mute, Columbia                                                                            | 5                                 | —                                 | —                                 |
| "—" nem volt slágerlistás helyezés, vagy nem jelent meg az országban. | |                                   |                                   |                                   |

## Videoklipek
| Cím                                   | Év   | Rendező(k)                     |
| ------------------------------------- | ---- | ------------------------------ |
| "Just Can’t Get Enough"               | 1981 | Clive Richardson               |
| "See You"                             | 1982 | Julien Temple                  |
| "The Meaning of Love"                 | 1982 | Julien Temple                  |
| "Leave in Silence"                    | 1982 | Julien Temple                  |
| "Get the Balance Right!"              | 1983 | Kevin Hewitt                   |
| "Everything Counts"                   | 1983 | Clive Richardson               |
| "Love, in Itself"                     | 1983 | Clive Richardson               |
| "People Are People"                   | 1984 | Clive Richardson               |
| "People Are People" (Different Mix)   | 1984 | Clive Richardson               |
| "Master and Servant"                  | 1984 | Clive Richardson               |
| "Blasphemous Rumours"                 | 1984 | Clive Richardson               |
| "Somebody"                            | 1984 | Clive Richardson               |
| "Shake the Disease"                   | 1985 | Peter Care                     |
| "It’s Called a Heart"                 | 1985 | Peter Care                     |
| "Stripped"                            | 1986 | Peter Care                     |
| "But Not Tonight" (version 1)         | 1986 | Tamra Davis                    |
| "But Not Tonight" (version 2)         | 1986 | Tamra Davis                    |
| "A Question of Lust"                  | 1986 | Clive Richardson               |
| "A Question of Time"                  | 1986 | Anton Corbijn                  |
| "Strangelove"                         | 1987 | Anton Corbijn                  |
| "Never Let Me Down Again"             | 1987 | Anton Corbijn                  |
| "Never Let Me Down Again" (Split Mix) | 1987 | Anton Corbijn                  |
| "Behind the Wheel"                    | 1987 | Anton Corbijn                  |
| "Behind the Wheel" (Remix)            | 1987 | Anton Corbijn                  |
| "Pimpf"                               | 1987 | Anton Corbijn                  |
| "Little 15"                           | 1988 | Martyn Atkins                  |
| "Strangelove '88"                     | 1988 | Martyn Atkins                  |
| "Everything Counts" (Live)            | 1989 | D. A. Pennebaker               |
| "Personal Jesus"                      | 1989 | Anton Corbijn                  |
| "Enjoy the Silence"                   | 1990 | Anton Corbijn                  |
| "Policy of Truth"                     | 1990 | Anton Corbijn                  |
| "World in My Eyes" (version 1)        | 1990 | Anton Corbijn                  |
| "World in My Eyes" (version 2)        | 1990 | Anton Corbijn                  |
| "Halo"                                | 1990 | Anton Corbijn                  |
| "Clean"                               | 1990 | Anton Corbijn                  |
| "I Feel You"                          | 1993 | Anton Corbijn                  |
| "Walking in My Shoes"                 | 1993 | Anton Corbijn                  |
| "Condemnation" (Paris Mix)            | 1993 | Anton Corbijn                  |
| "Condemnation" (live)                 | 1993 | Anton Corbijn                  |
| "Personal Jesus" (live)               | 1993 | Anton Corbijn                  |
| "Enjoy the Silence" (live)            | 1993 | Anton Corbijn                  |
| "Halo" (live)                         | 1993 | Anton Corbijn                  |
| "One Caress"                          | 1993 | Kevin Kerslake                 |
| "In Your Room"                        | 1994 | Anton Corbijn                  |
| "Barrel of a Gun"                     | 1997 | Anton Corbijn                  |
| "It’s No Good"                        | 1997 | Anton Corbijn                  |
| "Home"                                | 1997 | Steven Green                   |
| "Useless"                             | 1997 | Anton Corbijn                  |
| "Only When I Lose Myself"             | 1998 | Brian Griffin                  |
| "Dream On"                            | 2001 | Stéphane Sednaoui              |
| "I Feel Loved"                        | 2001 | John Hillcoat                  |
| "I Feel Loved" (Dan-O-Rama remix)     | 2001 | John Hillcoat                  |
| "I Feel Loved" (live)                 | 2001 | Anton Corbijn                  |
| "Freelove"                            | 2001 | John Hillcoat                  |
| "Freelove" (live)                     | 2001 | Anton Corbijn                  |
| "Goodnight Lovers"                    | 2002 | John Hillcoat                  |
| "Enjoy the Silence '04"               | 2004 | Uwe Flade                      |
| "Precious"                            | 2005 | Uwe Flade                      |
| "A Pain That I’m Used To"             | 2005 | Uwe Flade                      |
| "Suffer Well"                         | 2006 | Anton Corbijn                  |
| "John the Revelator"                  | 2006 | Blue Leach                     |
| "Martyr"                              | 2006 | Robert Chandler                |
| "Wrong"                               | 2009 | Patrick Daughters              |
| "Peace"                               | 2009 | Jonas & François               |
| "Hole to Feed"                        | 2009 | Eric Wareheim                  |
| "Fragile Tension"                     | 2009 | Barney Steel & Robert Chandler |
| "Personal Jesus 2011"                 | 2011 | Patrick Daughters              |
| "Heaven"                              | 2013 | Timothy Saccenti               |
| "Soothe My Soul"                      | 2013 | Warren Fu                      |
| "Should Be Higher" (live)             | 2013 | Anton Corbijn                  |
| "Where’s the Revolution"              | 2017 | Anton Corbijn                  |
| "Going Backwards"                     | 2017 | Timothy Saccenti               |
| "Going Backwards" (360° version)      | 2017 | Timothy Saccenti               |
| "Heroes"                              | 2017 | Timothy Saccenti               |
| "Cover Me"                            | 2017 | Anton Corbijn                  |

## Egyéb megjelenések
| Cím                                        | Év   | Eredeti megjelenés                    | Író(k)                                         |
| ------------------------------------------ | ---- | ------------------------------------- | ---------------------------------------------- |
| "Photographic" (Some Bizzare Version)      | 1981 | Some Bizzare Album                    | Vince Clarke                                   |
| "Sometimes I Wish I Was Dead"              | 1981 | Flexipop! 11                          | Vince Clarke                                   |
| "Dressed in Black" (Record Mirror Version) | 1986 | The RM EP                             | Martin Gore                                    |
| "Route 66" (The Nile Rodgers Mix)          | 1988 | Earth Girls Are Easy soundtrack       | Bobby Troup                                    |
| "Death's Door" (original recording)        | 1991 | Until the End of the World soundtrack | Martin Gore                                    |
| "Suffer Well" (Simlish version)            | 2006 | The Sims 2: Open for Business         | Dave Gahan, Christian Eigner, Andrew Phillpott |
| "So Cruel"                                 | 2011 | AHK-toong BAY-bi Covered              | U2 (music), Bono (lyrics)                      |
| "4′33″"                                    | 2019 | STUMM433                              | John Cage                                      |

## Lásd még
- Depeche Mode-videográfia